# Kosmodrom

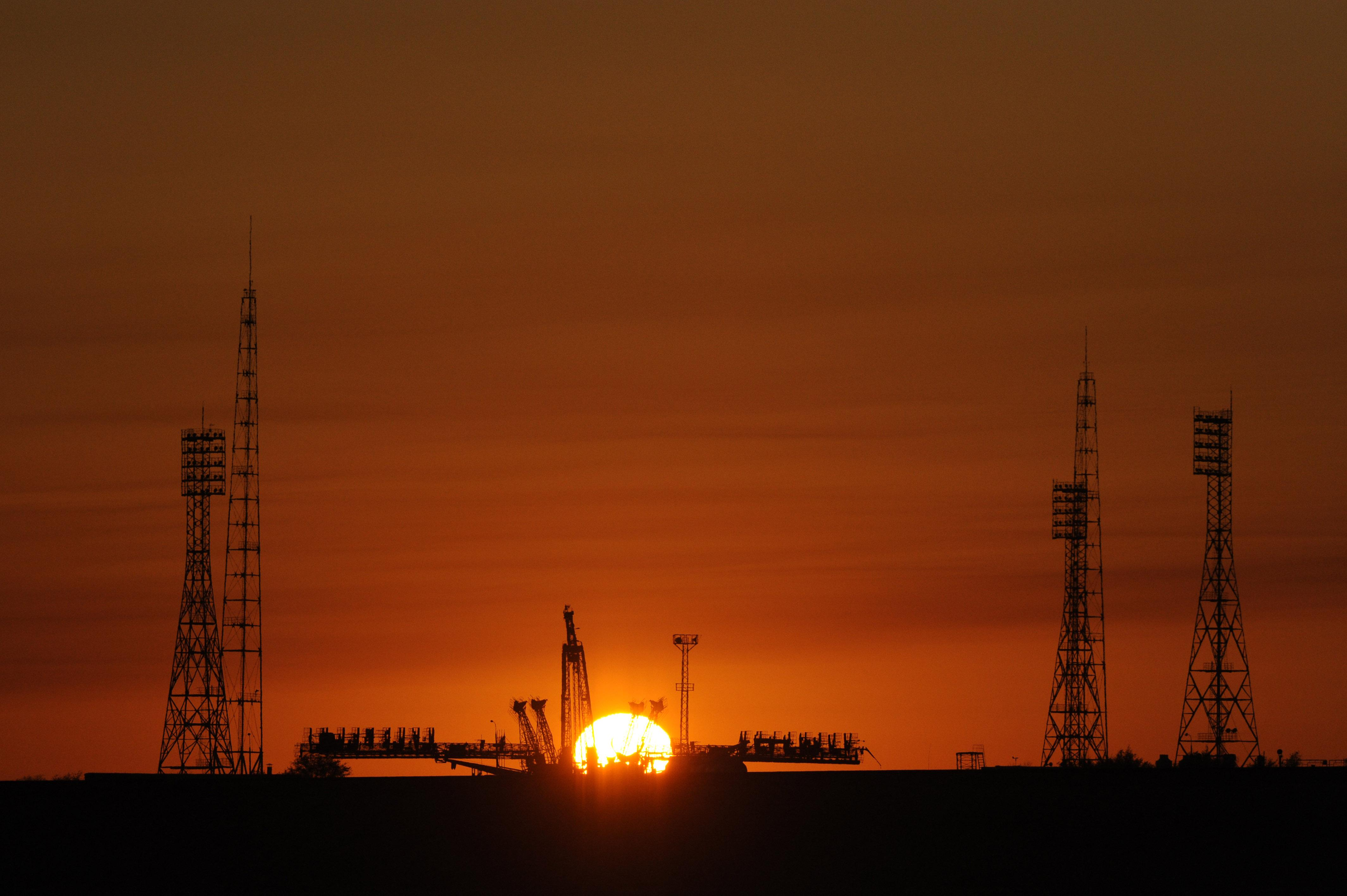
Kosmodrom Bajkonur (Kazachstán)

Nejvýznamnější kosmodromy na mapě světa (2013)

Kosmodrom je místo se souborem pozemních technických zařízení potřebných ke startu kosmických raket.

## Umístění
Obvykle bývá umístěn v dostatečné vzdálenosti od obydlených míst a sám je poměrně rozsáhlý. To proto, aby se předešlo ztrátám na životech v případě exploze nosné rakety nebo úniku škodlivých látek obsažených v palivech. Dalším požadavkem je neobydlené území, často oceán, ve směru startů (obvykle východním směrem), aby nebyli lidé ohroženi pádem prvního stupně raket.
Většina kosmodromů je umístěna, pokud možno, co nejblíže rovníku, aby bylo možno maximálně využít zemské rotace pro počáteční rychlost rakety a vysílat je na dráhy s nízkým sklonem oproti rovníku. Kosmodromy, které jsou daleko od rovníku, se používají pro takzvané blízkopolární dráhy, u kterých by počáteční rychlost ve směru rotace Země byla spíše na obtíž.

## Stručný popis
Kosmodromy sestávají z odpalovacích ramp, střeleckého sektoru a výrobní a technické zázemí. 
Odpalovací rampy se zpravidla skládají z vypouštěcího stolu, kde je před startem umístěna raketa. Pod vypouštěcím stolem bývá šachta pro odvod spalin, případně záplavový systém, který do cesty spalin rozstřikuje vodu pro zmírnění jejich energie. Na boku vypouštěcího stolu bývá věž s kabelovým vedením a potrubím dopravující pohonných látek do nádrží rakety. Na věži může být také jeřáb nebo jiné manipulační zařízení pro sestavování komponent rakety nebo – od roku 2024 – pro zachycování těchto komponent vracejících se po použití zpět. Součástí některých odpalovacích ramp je i druhá věž, která slouží pro montáže nebo ke vztyčení rakety z vodorovné polohy, v níž byla dovezena z montážní haly, a různé podpěry či zadržovací mechanismy, které ve správný okamžik uvolňují raketu se zapálenými motory k letu. Nezbytnou součástí pro start raket s kosmickými loděmi s lidskou posádkou nebo nákladních lodí k vesmírným stanicím je pak odklápěcí můstek nebo rameno umožňují přístup ke kabině na špici rakety. A s rozvojem znovupoužitelnosti kosmické techniky se součástí kosmodromů stalo také další vybavení pro přistání – ranveje (pro program Space Shuttle), přistávací plochy (pro 1. stupně raket Falcon 9) 
Výrobní a technické zázemí tvoří zejména montážní haly vybudované jednotlivými provozovateli, testovací vybavení, v některých případech také letová řídící střediska, která mohou být v jiných případech také poměrně vzdálená. Součástí zázemí kosmodromu bývá letiště, či plocha pro přistání helikoptér, ubytovací a tréninkové kapacity pro personál a pro kosmonauty připravující se ke startu. U kosmodromu na mořském pobřeží bývají také přístavy pro příjem komponent raket z výroby, včetně dopravu použitých prvních stupňů, které byly zachyceny na moři na plovoucí plošiny. 

## Seznam kosmodromů
V seznamu jsou uvedeny roky prvního, případně posledního úspěšného vypuštění rakety pro kosmonautiku – některá zařízení byla vybudována a provozována mnohem dříve jen pro vojenské účely (např. vědecké účely, protivzdušná obrana nebo testování balistických raket).
| Kód                                                             | Kosmodrom                                             | Poloha                             | V provozu  | Provozovatel                                                   |
| --------------------------------------------------------------- | ----------------------------------------------------- | ---------------------------------- | ---------- | -------------------------------------------------------------- |
| BA                                                              | Kosmodrom Bajkonur                                    | Kyzylordská oblast, Kazachstán     | od 1957    | Roskosmos                                                      |
| CK                                                              | Cape Canaveral Space Force Station (CCSFS)            | Florida, Spojené státy americké    | od 1958    | Vesmírné síly USA                                              |
| WT                                                              | Vandenberg Space Force Base (VSFB)                    | Kalifornie, Spojené státy americké | od 1959    | Vesmírné síly USA                                              |
| WI                                                              | Středoatlantský regionální kosmodrom (MARS)           | Virginie, Spojené státy americké   | od 1961    | The Virginia Spaceport Authority                               |
| PS                                                              | Kosmodrom Pleseck                                     | Mirnyj, Rusko                      | od 1966    | Vzdušně-kosmické síly Ruské federace                           |
| CK                                                              | Kennedyho vesmírné středisko (KSC)                    | Florida, Spojené státy americké    | od 1967    | NASA                                                           |
| KS                                                              | Kosmické středisko Kagošima                           | Kagošima, Japonsko                 | od 1970    | JAXA                                                           |
| KR                                                              | Guyanské kosmické centrum                             | Kourou, Francouzská Guyana         | od 1970    | ESA                                                            |
| CH                                                              | Kosmodrom Ťiou-čchüan                                 | Kan-su, Čína                       | od 1970    | CNSA                                                           |
| TS                                                              | Kosmické středisko Tanegašima                         | Kagošima, Japonsko                 | od 1975    | JAXA                                                           |
| SH                                                              | Vesmírné středisko Satiše Dhawana                     | Šríharikota, Indie                 | od 1980    | ISRO                                                           |
| SI                                                              | Kosmodrom Si-čchang                                   | S'-čchuan, Čína                    | od 1984    | CNSA                                                           |
| TY                                                              | Kosmodrom Tchaj-jüan                                  | Šan-si, Čína                       | od 1988    | CNSA                                                           |
| AC                                                              | Vesmírné středisko Alcantara                          | Maranhão, Brazílie                 | od 1997    | INPE a Brazilské letectvo                                      |
| SE                                                              | Vesmírné středisko Semnán                             | Semnán, Írán                       | od 2006    | ISA                                                            |
| VO                                                              | Kosmodrom Vostočnyj                                   | Amurská oblast, Rusko              | od 2016    | Roskosmos                                                      |
| WE                                                              | Kosmodrom Wen-čchang                                  | Chaj-nan, Čína                     | od 2016    | CNSA                                                           |
| MA                                                              | Kosmodrom Mahia                                       | Hawke's Bay, Nový Zéland           | od 2017    | Rocket Lab                                                     |
| BC                                                              | SpaceX South Texas launch site                        | Texas, Spojené státy americké      | od 2019    | SpaceX                                                         |
| SD                                                              | Vesmírné středisko Šahrud                             | Semnán, Írán                       | od 2020    | Letecké a vesmírné síly Íránských revolučních gard             |
| KI                                                              | Kosmodrom Kii                                         | Wakajama, Japonsko                 | od 2024    | Space One                                                      |
| WE                                                              | Komerční kosmodrom Wen-čchang                         | Chaj-nan, Čína                     | od 2024    | HICAL                                                          |
|                                                                 | Kosmodrom Bowen                                       | Queensland, Austrálie              | od 2025    | Gilmour Space                                                  |
| Málo používané kosmodromy nebo kosmodromy s přerušeným provozem |                                                       |                                    |            |                                                                |
| PM                                                              | Letecká základna Palmachim                            | Centrální distrikt, Izrael         | od 1988    | Izraelské vojenské letectvo a ISA                              |
| KO                                                              | Pacifický odpalovací komplex – Aljaška                | Aljaška, Spojené státy americké    | od 2001    | Alaska Aerospace Development Corp.                             |
| JA                                                              | Kosmodrom Jasnyj                                      | Orenburská oblast, Rusko           | od 2006    | Vzdušně-kosmické síly Ruské federace                           |
| NA                                                              | Vesmírné středisko Naro                               | Jižní Čolla, Jižní Korea           | od 2009    | KARI                                                           |
| SO                                                              | Kosmodrom Sohae                                       | Severní Pchjongan, Severní Korea   | od 2012    | Národní úřad pro vesmírné technologie (NATA)                   |
| Uzavřené kosmodromy                                             |                                                       |                                    |            |                                                                |
| KJ                                                              | Kosmodrom Kapustin Jar                                | Volgogradská oblast, Rusko         | 1962–2008  | Ministerstvo obrany Ruské federace                             |
| HA                                                              | Centre interarmées d'essais d'engins spéciaux (CIEES) | Hammaguir, Alžírsko                | 1965–1967  | Francouzské letectvo                                           |
| SM                                                              | San Marco Equatorial Range                            | Malindi, Keňa                      | 1967–1988  | Středisko kosmického výzkumu při Univerzitě La Sapienza v Římě |
| WO                                                              | Raketová střelnice Woomera                            | Jižní Austrálie, Austrálie         | 1967, 1971 | Australské letectvo                                            |
| SV                                                              | Kosmodrom Svobodnyj                                   | Amurská oblast, Rusko              | 1997–2006  | Ministerstvo obrany Ruské federace                             |
| KW                                                              | Kosmodrom Kwajalein                                   | Omelek Island, Marshallovy ostrovy | 2006–2009  | Armáda Spojených států amerických                              |